# Haplophyllum poorei
Haplophyllum poorei är en vinruteväxtart. Haplophyllum poorei ingår i släktet Haplophyllum och familjen vinruteväxter.

## Underarter
Arten delas in i följande underarter:
- H. p. negevense
- H. p. poorei